# شوی وندی ویلیامز
شوی وندی ویلیامز (انگلیسی: The Wendy Williams Show)  (اغلب کوتاه شده به وندی) یک تاک شوی سرگرمی رسانه‌ای آمریکایی است که توسط وندی ویلیامز ساخته میزبانی شده است. و از سال ۲۰۰۸ به روی آنتن رفته است.